# Rolf Gråtrud
Rolf Gråtrud es un deportista noruego que compitió en biatlón. Ganó una medalla de bronce en el Campeonato Mundial de Biatlón de 1958, en la prueba por equipos.

## Palmarés internacional
| Campeonato Mundial | Campeonato Mundial   | Campeonato Mundial | Campeonato Mundial |
| Año                | Lugar                | Medalla            | Prueba             |
| ------------------ | -------------------- | ------------------ | ------------------ |
| 1958               | Saalfelden (Austria) | Medalla de bronce  | Equipo             |